# Madeleine Roux
Pour les articles homonymes, voir Roux (patronyme).
Œuvres principales
- Série Asylum

Madeleine Roux, née le 12 juin 1985 dans le Minnesota, est une romancière américaine connue pour ses récits horrifiques.

## Biographie
Née dans le Minnesota, Madeleine Roux a étudié au Beloit College où elle s'intéresse à l'écriture créative et aux arts dramatiques. Elle obtient sa licence en 2008. Madeleine Roux habite à Seattle dans l'État de Washington. Elle s'occupe d'un blog de fiction (Allison Hewitt Is Trapped). Elle a publié plusieurs séries de romans dont Asylum, qui est devenu un New York Times bestseller. Elle est publiée dans onze pays,,,,,,.

## Œuvres

### SérieZombie
1. Un blog trop mortel, Fleuve noir, coll. « Territoires », 2011 ((en) Allison Hewitt Is Trapped, 2011), trad. Sonia Quémener  (ISBN 978-2-265-09073-6).
2. (en) Sadie Walker is Stranded, 2012.

### SérieAsylum
1. (en) Asylum, 2013.
2. (en) Sanctum, 2014.
3. (en) Catacomb, 2015.

- (en) The Asylum Novellas, 2016, recueil de romans courts.
  - (en) The Scarlets, 2014.
  - (en) The Bone Artists, 2015.
  - (en) The Warden, 2016.

- Préquel (en) Escape from Asylum, 2016.

### SérieHouse of Furies
1. (en) House of Furies, 2017.
2. (en) Court of Shadows, 2018.
3. (en) Tomb of Ancients, 2019.

### UniversWorld of Warcraft

#### SérieTraveler
Les deux premiers volumes de cette série ont été écrits par Greg Weisman.
1. (en) The Shining Blade, 2019.

#### SérieShadowlands
Chaque volume de cette série est écrit par un écrivain différent. Les auteurs des autres volumes sont : William King (tome 1) et Christie Golden (tome 2).
1. L'Armée des ombres, Bragelonne, 2020 ((en) Shadows Rising, 2020).

### Romans indépendants
- (en) Salvaged, 2019.
- (en) Reclaimed, 2021.
- (en) A Girl Walks into the Forest, 2025.